# Escarificador

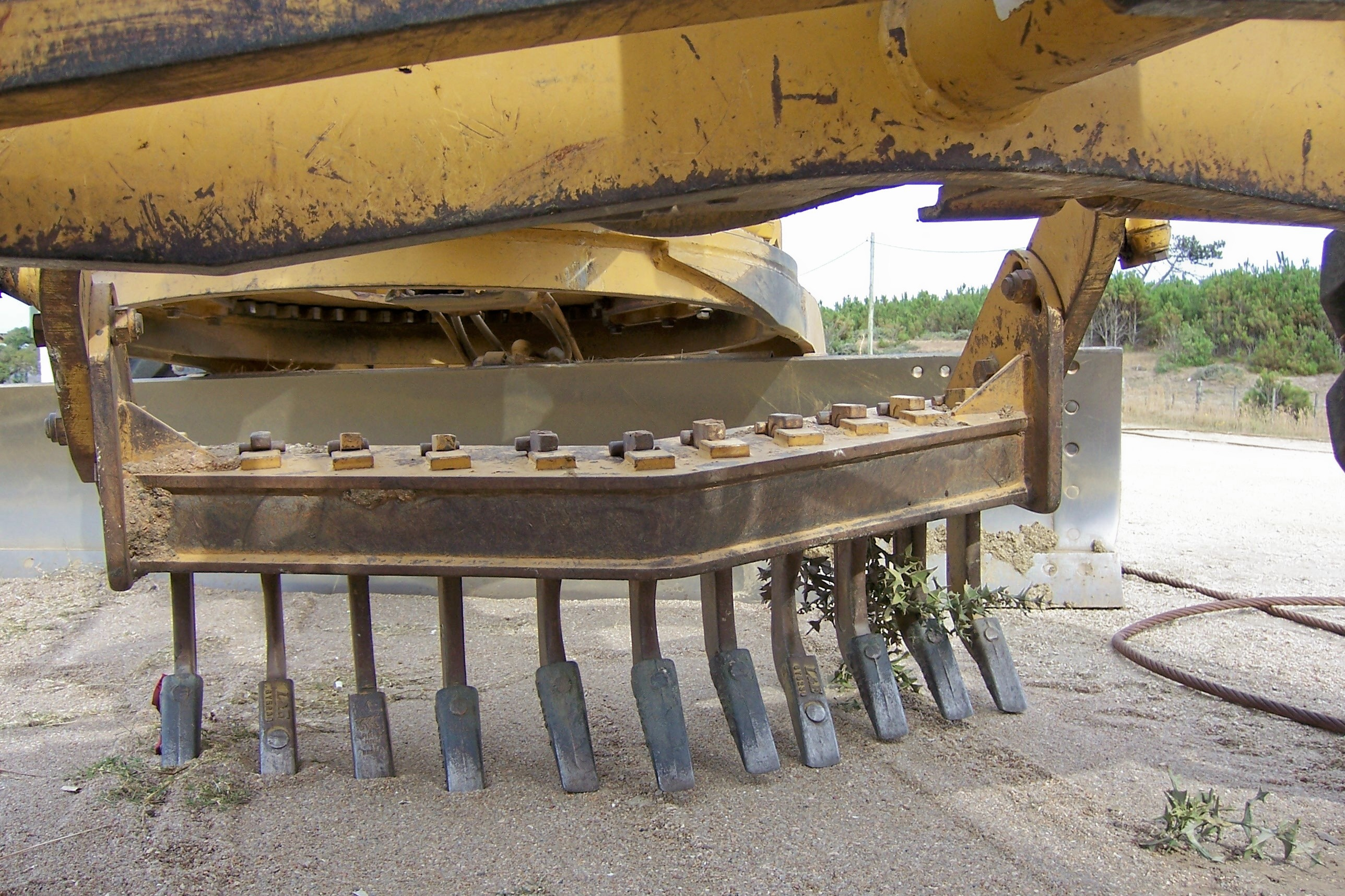
Moderno escarificador de una motoniveladora

El escarificador es una herramienta agrícola que tiene dientes análogos a los del rastrillo pero mucho más fuertes. Permite descompactar el suelo, abriéndolo ligeramente para airearlo y facilitando que el aire, el agua y los micronutrientes lleguen a las raíces de las plantas.
Los dientes son encorvados y ordinariamente un poco aplastados en su extremidad y tienen de 12 a 18 pulgadas de largo. Por lo demás, se parece en cuanto al marco al extirpador. Tiene lo mismo que este último una cama que reposa sobre el banquillo del avantrén o sobre una pequeña rueda enllantada. 
El escarificador es un excelente instrumento que puede cavar hasta 7 u 8 pulgadas de profundidad y conviene sobre todo cuando la tierra está endurecida o llena de raíces.

## Tipos de escarificadores modernos
En la actualidad han surgido nuevos modelos de escarificadores de tierra a nivel doméstico. Estas máquinas, además de estar pensadas para la tarea de escarificación, también permiten airearla de manera más superficial intercambiando los rodillos de trabajo.
- Escarificadores manuales: similares a un rastrillo con cuchillas que se arrastra por el césped.
- Escarificadores eléctricos: agilizan la tarea del escarificado en superficies pequeñas de hasta 200 metros cuadrados.
- Escarificadores de gasolina: con más potencia y capacidad de trabajo, se emplean en jardines y terrenos para cuidar el césped en superficies de hasta 1000 metros cuadrados.